# Le Cateau Communal Cemetery
Le Cateau Communal Cemetery est l'un des quatre cimetières militaires de la Première Guerre mondiale situés sur le territoire de la commune du Cateau-Cambrésis dans le département du Nord. Les 3 autres sont Le Cateau Military Cemetery, Quietiste Military Cemetery et Highland Cemetery Le Cateau.

## Localisation
Ce cimetière est situé à l'intérieur du cimetière communal, rue de Fesmy.

## Historique
Après la bataille du Cateau (26 août 1914), la ville resta aux mains des Allemands jusqu'à la mi-octobre 1918. Ce cimetière fut d'abord créé à l'intérieur du cimetière civil pour inhumer les victimes d'un des premiers engagements de la bataille du Cateau le 26 août 1914 et ensuite quatre ans plus tard quand la ville fut reprise aux Allemands par les troupes britanniques et australiennes. Le cimetière a été considérablement agrandi après l'armistice lorsque des tombes d'octobre et de novembre 1918 ont été apportées de positions isolées de tous les côtés du Cateau. Le cimetière du Cateau contient maintenant 151 sépultures de la Première Guerre mondiale.

## Galerie

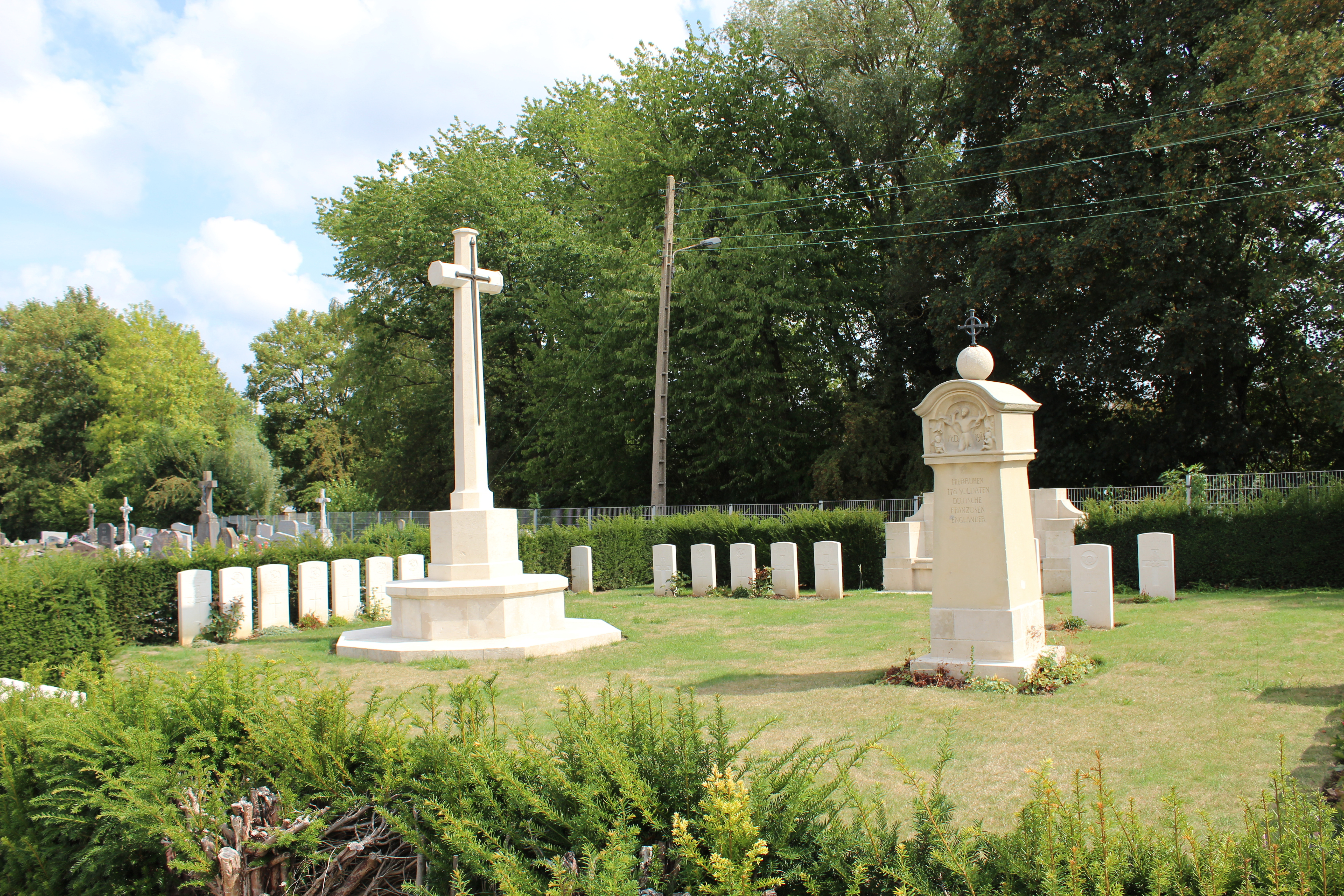
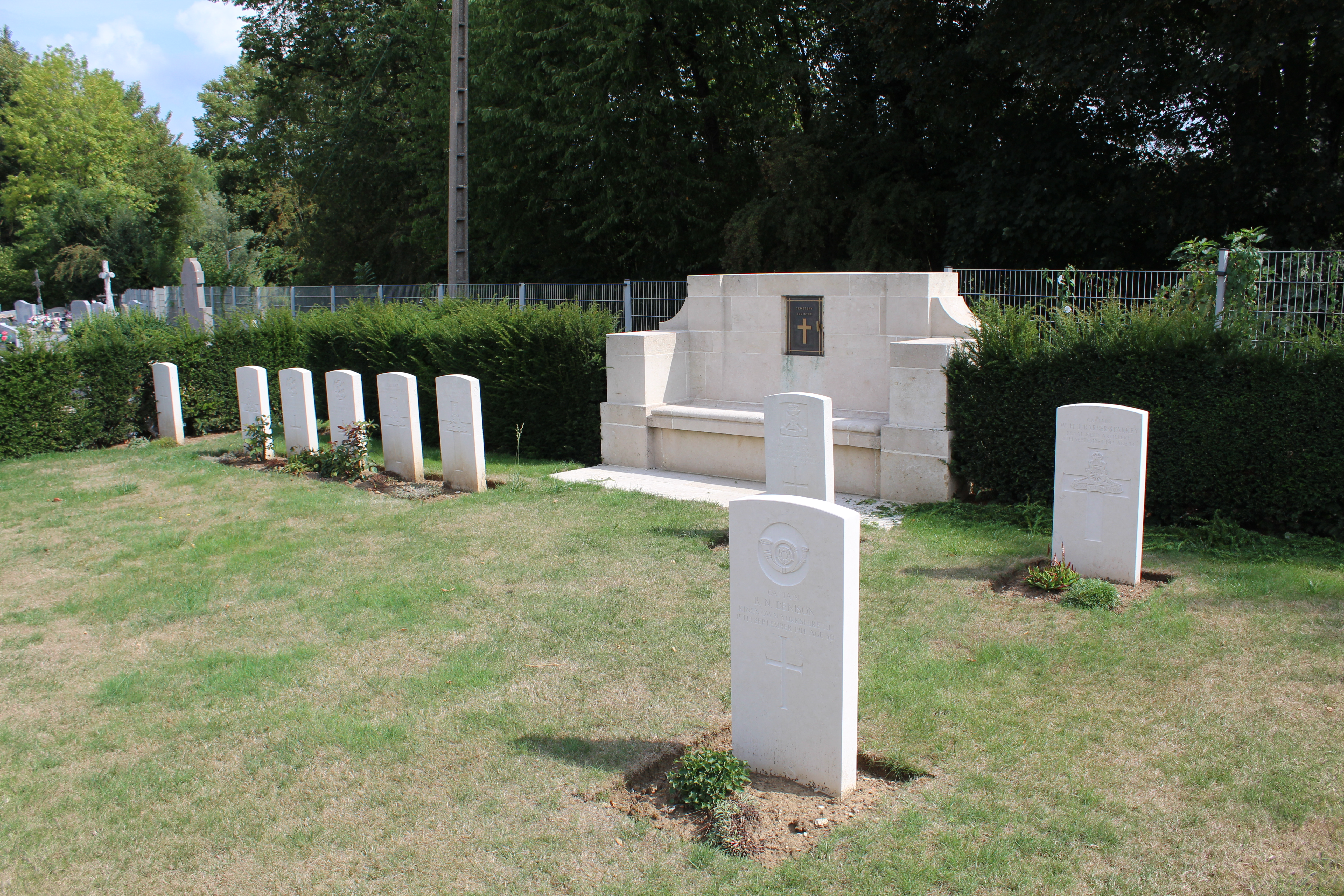
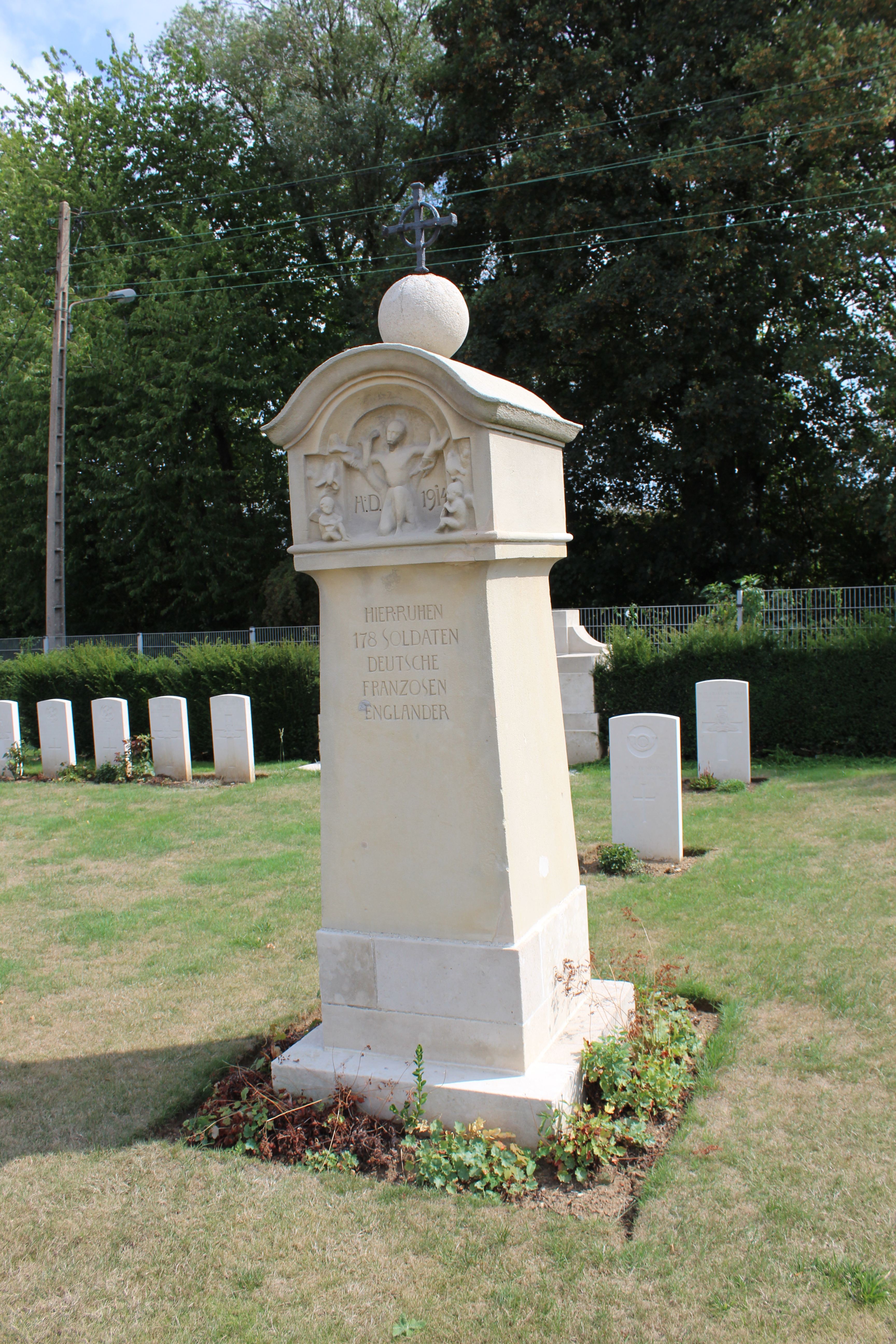
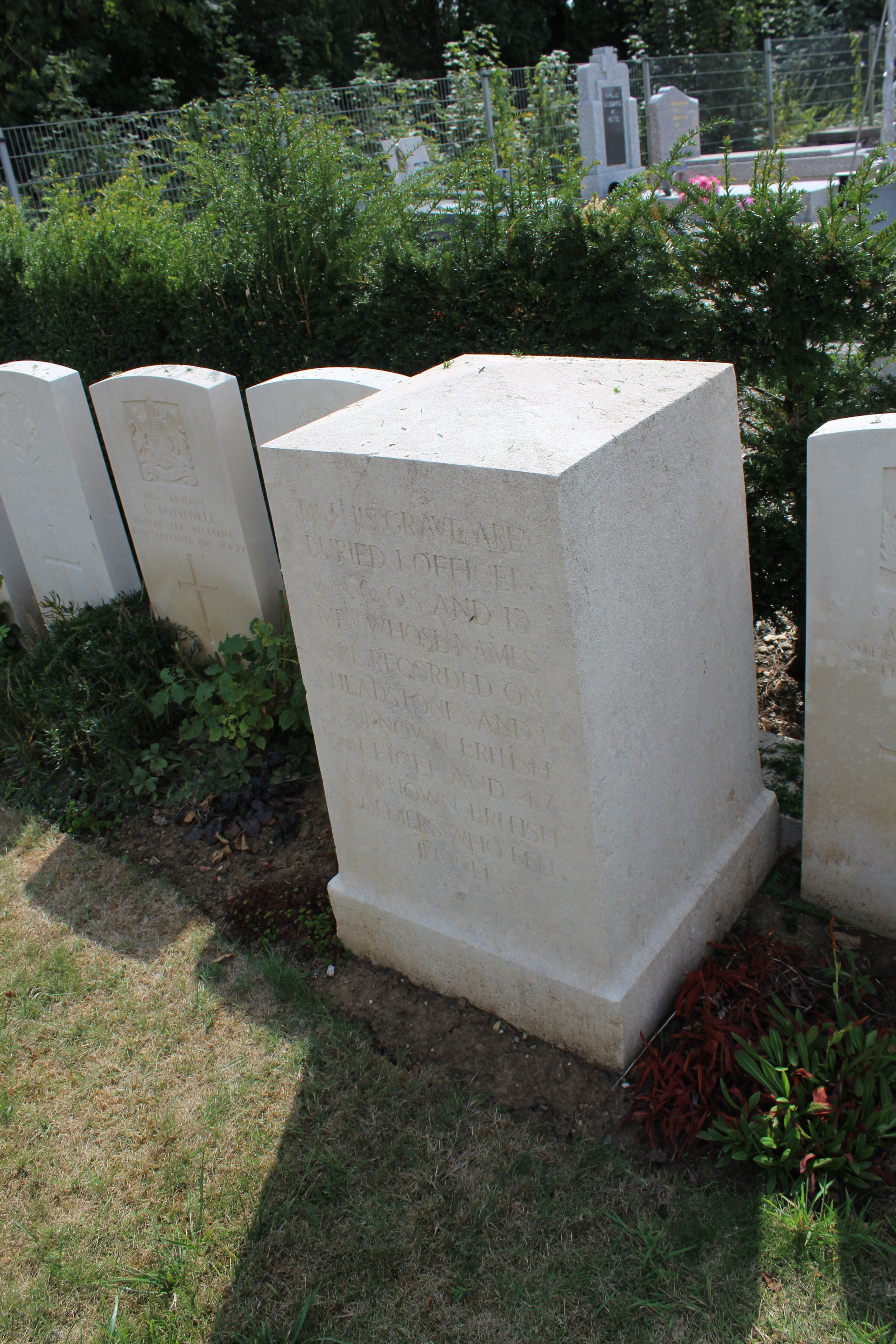

## Sépultures
| Pays        | Sépultures |
| ----------- | ---------- |
| Royaume-Uni | 136        |
| Canada      | 2          |
| Australie   | 13         |
| Total       | 151        |